# Mintaka (przełęcz)
Mintaka, Ming-teke lub Mingteke (chiń. 明铁盖达坂, hindi मिंटका दर्रा) – przełęcz o kierunku północ-południe na wysokości 4709 m na północno-zachodnim skraju Karakorum i wschodnim Hindukuszu, na granicy chińsko-pakistańskiej. Historycznie należała, obok pobliskiej przełęczy Kilik, do łatwiejszych przejść z Doliny Hunzy do Kotliny Kaszgarskiej i prowadziły przez nią trasy łącznikowe jedwabnego szlaku. Łatwo dostępna od strony pakistańskiej, ma od 1999 r. znaczenie raczej turystyczne.

## Nazwa
Według Gazetteer of Pakistan istnieje wiele wersji nazwy przełęczy, a jako standard w obszarze anglosaskim przyjęto – Mintaka Pass. Polska komisja standaryzacji nazw geograficznych podaje na oznaczenie tej przełęczy: „Darra-e Mintaka (trb.), Darrah-e Mintakah (trl.) [urdu]; Mintaka Pass [ang.]”, umieszczając transkrypcję i transliterację nazwy w języku urdu.
Według niektórych źródeł nazwa przełęczy w języku wachańskim oznacza „przełęcz tysiąca koziorożców”. Bronisław Grąbczewski, który w 1888 r. przeprawiał się przez Mintakę z Doliny Hunzy z powrotem na północ, mówi o dotarciu na „przełęcz Ming-teke (tysiąc kozłów), skąd miałem iść dalej w stronę Chin”. Inne źródła podają to samo znaczenie („the Pass of the Thousand Ibex”), ale język określają jako „lokalny” bez nazwania go, więc etymologia nazwy pozostaje niepewna. Wspominana jest także inna „lokalna” nazwa – Kirish – o znaczeniu ‘baranica’ (sheepskin coat), którą w wersji ‘Kershin’ podawała rosyjska mapa wojskowa pod koniec XIX w.

## Położenie
Przełęcz Mintaka leży w rejonie północno-zachodniego Karakorum, południowego Pamiru i wschodniego Hindukuszu, w grzbiecie działu wodnego oddzielającego zlewisko Morza Arabskiego od Azji Środkowej, w masywie zwanym od przełęczy Kilik – Batura Mustagh. Położona jest na granicy między terytorium Gilgit-Baltistan administrowanym przez Pakistan a chińskim regionem autonomicznym Sinciang, łącząc poprzez boczne doliny Dolinę Hunzy na południu z dolinami Korytarza Wachańskiego na północy. W odległości ok. 30 km na północny zachód leży przełęcz Kilik, a dalej granica z Afganistanem. Z lodowców wokół Mintaki spływa na południe rzeka o nazwie Mintaka według danych portalu mapcarta lub o nazwie Misgar według portalu pakistańskiego wscsdom.org, która łączy się dalej z rzeką Kilik, a w niższym biegu z rzeką Khunjerab, dopływem Hunzy. Po północnej, chińskiej stronie przełęczy rozciąga się obszar rezerwatu przyrody Taxkorgan Nature Reserve (założony w 1984 r.), niedostępnego dla obcokrajowców. Po pakistańskiej stronie znajduje się obszar chroniony Kilik/Mintaka Game Reserve (założony w 1975 r.). Mintaka, dostępna turystycznie od strony pakistańskiej, nie jest dozwolonym przejściem granicznym, linia graniczna jest pilnie strzeżona przez chińskie straże graniczne.

## Klimat
Warunki klimatyczne na Mintace są takie same jak na przełęczy Kilik, a panujący tu klimat tundrowy oznaczany jest według klasyfikacji klimatów Köppena skrótem ET. Jedynie w lipcu i sierpniu temperatury sięgają 10 °C, w grudniu i styczniu oscylują między -24 do –27 °C; maksymalna ilość opadów przypada na okres od marca do maja. Warunki panujące od października do maja praktycznie uniemożliwiają dostęp na przełęcz.

## Historia
Przez Mintakę, podobnie jak przez przełęcz Kilik, prowadziły od stuleci szlaki, którymi przez góry między Kotliną Kaszgarską a szlakami w górnym biegu Indusu przeprawiali się handlarze, buddyjscy mnisi, pielgrzymi i inni wędrowcy. Łącznie z Khunjerab, te trzy przełęcze odgrywały istotną rolę w historii księstwa Hunzy, gdyż jego władcy (zwani tham lub mīr) uznając zwierzchniość cesarza chińskiego utrzymywali rozliczne kontakty z Turkiestanem. Od ok. połowy XIX w. thamowie posiadali z nadania jako prywatną własność teren pastersko-rolniczy w Turkiestanie, który był podstawą egzystencji thama Safdara Ali, zbiegłego z Hunzy po przegranej bitwie z siłami brytyjskimi w kampanii o Hunzę i Nagir w 1891 r. Przełęcze ponad Doliną Hunzy (a i inne da zachód od niej) były pod całkowitą kontrolą Buruszów z Hunzy, sławetnych w XIX w. w tym rejonie z napaści na przeprawiające się przez przełęcze karawany, grabieże i uprowadzanie jeńców, sprzedawanych następnie handlarzom niewolników. Tranzytowe znaczenie tych przełęczy zaniknęło wraz z budową dróg dostępnych dla ruchu kołowego, a przede wszystkim Karakoram Highway przez przełęcz Khunjerab. Od miejscowości Misgar drogą dostępną dla zwierząt jucznych prowadzi ku przełęczy szlak trekkingowy. Nie ma map o skali mniejszej niż 1:500 000, które by pokazywały przełęcze Mintaka i Kilik.